# Varakļāni
Varakļāni est une ville de Lettonie située sur la frontière historique entre la Latgale et la Zemgale. Le statut de ville lui a été attribué en 1928. Jusqu'à la réforme territoriale du 2009, la commune faisait partie du district de Madona (Madonas Rajons). Aujourd'hui c'est le centre administratif de Varakļānu novads.
La ville a été bâtie sur la rive gauche de la Kažava. Non loin passe la Route A12 reliant Jēkabpils à la frontière russe.

## Histoire
Le château de Varakļāni a été construit dans le style classique de 1783 à 1789, par le comte Germano-Balte Michael Johann von der Borch-Lubeschitz und Borchhoff sur le domaine Warkland que les von der Borch avaient acquis après la guerre de Livonie en 1558. Après la réforme agraire en 1920, le domaine fut nationalisé et divisé. Le château avait accueilli le gymnase de 1921 à 1944, puis, jusqu'en 1961, les classes de l'école secondaire. Pendant la Seconde Guerre mondiale il a servi de lazaret. Depuis 1997, le château est transformé en musée d'histoire locale.
Vers la fin du XIXe siècle, les habitants de confession juive représentent environ 75 % de la population totale. Divers pogroms, expulsions, la Première Guerre mondiale et les révolutions russes ont considérablement réduit ce nombre. Plusieurs centaines de Juifs sont partis avec les Russes en anticipation de l'avancée nazie. Le 4 août 1941, 540 Juifs sont assassinés lors d'exécutions de masse perpétrées par un Einsatzgruppen.
La communauté catholique a été fondée par Karol Borch en 1954. L'église de l'Assomption-de-la-Vierge de Varakļāni construite de 1851 à 1854 appartient au diocèse de Rēzekne-Aglona.
Sur la ligne du chemin de fer Krustpils—Rēzekne II l'une des stations porte le nom de Varakļāni, mais 5 km la séparent de la ville et administrativement elle se trouve dans le pagasts voisin.